# Delma Byron
Delma Byron, o anche Brook Byron, pseudonimi di Sara Delma Bynum (Contea di Weakley, 31 luglio 1913 – Northport, 29 maggio 2006), è stata un'attrice e ballerina statunitense.

## Biografia
Delma Bynum e la sorella maggiore Dulcie rimasero orfane di madre nel 1914 e il padre si risposò pochi anni dopo. Crebbero nel Kentucky, dove Delma imparò presto a danzare e dopo aver concluso gli studi, lasciò la famiglia per unirsi a una compagnia di rivista. Nel 1935 fu scoperta dalla 20th Century Fox che la fece esordire con una piccola parte di ballerina e con il nome di Brook Byron nel film di Tay Garnett Professional Soldier, interpretato da Victor McLaglen.
L'anno dopo interpretò, con il nome di Delma Byron, quattro film, il più noto dei quali è La reginetta dei monelli, con Shirley Temple protagonista assoluta, cui seguì Laughing at Trouble, dove è la fidanzata di un giovane ingiustamente accusato di omicidio. Dopo questo film lasciò il cinema, dedicandosi al teatro.
Dopo la fine della guerra si stabilì per due anni in Italia, a Venezia, dedicandosi alla scultura. Tornò negli Stati Uniti nel 1948, lavorando ancora in teatro e partecipando a un cortometraggio, Southward Ho Ho!, e poi a numerose serie televisive. Tornò per l'ultima volta al cinema nel 1958 per recitare nel suo film più importante, La signora mia zia, con Rosalind Russell.
Nel 1970 si ritirò definitivamente dal mondo dello spettacolo per vivere con la sorella Dulcie, e morì nel 2006 nel Leelenau Memorial Health Center di Northport, nel Michigan. 

## Filmografia
- Professional Soldier, regia di Tay Garnett (1935)
- Everybody's Old Man, regia di James Flood (1936)
- Champagne Charlie, regia di James Tinling (1936)
- La reginetta dei monelli (Dimples), regia di William A. Seiter (1936)
- Laughing at Trouble, regia di Frank R. Strayer (1936)
- Southward Ho Ho!, regia di Justin Herman (1949)
- La signora mia zia (Auntie Mame), regia di Morton DaCosta (1958)